# Рюссінген
Рюссінген (нім. Rüssingen) — громада в Німеччині, розташована в землі Рейнланд-Пфальц. Входить до складу району Доннерсберг. Складова частина об'єднання громад Гельгайм.
Площа — 4,84 км2. Населення становить 535 ос. (станом на 31 грудня 2020).